# Бад-Раппенау
Бад-Раппенау (нім. Bad Rappenau) — місто в Німеччині, знаходиться в землі Баден-Вюртемберг. Підпорядковується адміністративному округу Штутгарт. Входить до складу району Гайльбронн.
Площа — 73,55 км2. Населення становить 21 650 ос. (станом на 31 грудня 2020).